# Stanley-Cup-Playoffs 1929
Die Playoffs um den Stanley Cup des Jahres 1929 begannen am 19. März 1929 und endeten am 29. März 1929 mit dem 2:0-Sieg der Boston Bruins über die New York Rangers. Die Bruins gewannen damit ihren ersten Titel der Franchise-Geschichte, nachdem sie 1927 bereits einmal das Finale erreicht hatten und dort an den Ottawa Senators gescheitert waren. Zudem wurden sie zum zweiten Team nach den Canadiens de Montréal im Jahre 1924, das alle Spiele der Playoffs siegreich bestreiten konnte; nach 1929 geschah dies bis heute nur 1952 (Detroit) und 1960 (Montréal) erneut. Ferner formierte Boston mit den New York Rangers, die als Titelverteidiger antraten, das erste rein US-amerikanische Endspiel der Stanley-Cup-Historie.

## Modus
Für die Playoffs qualifizierten sich die jeweils drei besten Teams der beiden Divisionen. Die beiden Divisionssieger spielten in einem ersten Halbfinale direkt einen der beiden Finalteilnehmer aus. Die vier übrigen Teams standen sich in zwei Viertelfinals gegenüber, wobei die beiden Divisionszweiten sowie die beiden Divisionsdritten aufeinandertrafen. Die Viertelfinals mündeten schließlich im zweiten Halbfinale, das den zweiten Finalteilnehmer ermittelte. Dabei wurde das erste Halbfinale im Best-of-Five-Modus, das zweite Halbfinale sowie das Stanley-Cup-Finale jedoch nur im Best-of-Three-Modus ausgetragen. In den beiden Viertelfinalserien wurden grundsätzlich nur zwei Spiele ausgetragen, wobei nur die Tordifferenz zum Weiterkommen berücksichtigt wurde, sodass auch Unentschieden möglich waren.
In Serien mit Best-of-Five-Modus hatte das niedriger gesetzte Team in den ersten beiden Spielen Heimrecht, bevor die höher gesetzte Mannschaft drei Heimspiele in Folge bestritt. Im Best-of-Three-Modus wechselte das Heimrecht von Spiel zu Spiel, sodass das höher gesetzte Team zweimal vor heimischem Publikum spielte. In Serien mit nur zwei Partien richtete jedes Team ein Heimspiel aus. Anzumerken ist jedoch, dass von der dargestellten Verteilung des Heimrechts aus verschiedenen Gründen regelmäßig abgewichen wurde.
Bei Spielen, die nach der regulären Spielzeit von 60 Minuten unentschieden blieben, folgte die Overtime. Sie endete durch das erste erzielte Tor (Sudden Death). Von dieser Regelung ausgenommen waren die Viertelfinalspiele, die unentschieden enden konnten und nur in die Overtime gingen, sofern die Tordifferenz am Ende des zweiten Spiels keinen Sieger hervorgebracht hatte.

## Qualifizierte Teams
| Canadian Division - (C1) Canadiens de Montréal - (C2) New York Americans - (C3) Toronto Maple Leafs | American Division - (A1) Boston Bruins - (A2) New York Rangers - (A3) Detroit Cougars |

## Playoff-Baum
|  | Viertelfinale | Viertelfinale         | Viertelfinale    |                     |                  | Halbfinale | Halbfinale    | Halbfinale |  |  | Stanley-Cup-Finale | Stanley-Cup-Finale | Stanley-Cup-Finale |
|  |               |                       |                  |                     |                  |            |               |            |  |  |                    |                    |                    |
|  |               |                       |                  |                     |                  |            |               |            |  |  |                    |                    |                    |
|  |               |                       |                  |                     |                  |            |               |            |  |  |                    |                    |                    |
|  | C1            | Canadiens de Montréal | 0                |                     |                  |            |               |            |  |  |                    |                    |                    |
|  | C1            | Canadiens de Montréal | 0                |                     |                  |            |               |            |  |  |                    |                    |                    |
|  |               |                       | A1               | Boston Bruins       | 3                |            |               |            |  |  |                    |                    |                    |
|  |               |                       |                  | Boston Bruins       | 3                |            |               |            |  |  |                    |                    |                    |
|  |               |                       |                  |                     |                  |            |               |            |  |  |                    |                    |                    |
|  |               |                       |                  |                     |                  |            |               |            |  |  |                    |                    |                    |
|  |               |                       |                  |                     |                  | A1         | Boston Bruins | 2          |  |  |                    |                    |                    |
|  |               | A2                    | New York Rangers | 0                   |                  |            |               |            |  |  |                    |                    |                    |
|  | C2            | New York Americans    | 0                |                     |                  |            |               |            |  |  |                    |                    |                    |
|  | A2            | New York Rangers      | 1                |                     |                  |            |               |            |  |  |                    |                    |                    |
|  | A2            | New York Rangers      | 1                | A2                  | New York Rangers | 2          |               |            |  |  |                    |                    |                    |
|  |               |                       |                  | A2                  | New York Rangers | 2          |               |            |  |  |                    |                    |                    |
|  |               |                       | C3               | Toronto Maple Leafs | 0                |            |               |            |  |  |                    |                    |                    |
|  | C3            | Toronto Maple Leafs   | C3               | Toronto Maple Leafs | 0                | 27         |               |            |  |  |                    |                    |                    |
|  | C3            | Toronto Maple Leafs   |                  |                     |                  |            |               |            |  |  |                    |                    |                    |
|  | A3            | Detroit Cougars       | 02               |                     |                  |            |               |            |  |  |                    |                    |                    |

## Viertelfinale

### (A2) New York Rangers – (C2) New York Americans
| 19. März 1929 | New York Americans | 0:0 (0:0, 0:0, 0:0) Spielbericht Stand: 0:0 | New York Rangers | Madison Square Garden, New York City, New York |

| 21. März 1929 | New York Rangers Butch Keeling (99:50) | 1:0 n. V. (0:0, 0:0, 0:0, 0:0, 1:0) Spielbericht Stand: 1:0 Tordifferenz: 1:0 | New York Americans | Madison Square Garden, New York City, New York |

### (C3) Toronto Maple Leafs – (A3) Detroit Cougars
| 19. März 1929 | Detroit Cougars George Hay (36:35) | 1:3 (0:2, 1:0, 0:1) Spielbericht Stand: 0:1 | Toronto Maple Leafs Andy Blair (1:35) Art Smith (18:35) Andy Blair (58:07) | Detroit Olympia, Detroit, Michigan |

| 21. März 1929 | Toronto Maple Leafs Hap Day (6:45) Eric Pettinger (8:30) Red Horner (38:00) Ace Bailey (59:59) | 4:1 (2:0, 1:0, 1:1) Spielbericht Stand: 2:0 Tordifferenz: 7:2 | Detroit Cougars Larry Aurie (58:50) | Mutual Street Arena, Toronto, Ontario |

## Halbfinale

### (C1) Canadiens de Montréal – (A1) Boston Bruins
| 19. März 1929 | Boston Bruins Cooney Weiland (4:00) | 1:0 (1:0, 0:0, 0:0) Spielbericht Stand: 1:0 | Canadiens de Montréal | Boston Garden, Boston, Massachusetts |

| 21. März 1929 | Boston Bruins Cooney Weiland (6:13) | 1:0 (1:0, 0:0, 0:0) Spielbericht Stand: 2:0 | Canadiens de Montréal | Boston Garden, Boston, Massachusetts |

| 23. März 1929 | Canadiens de Montréal Albert Leduc (9:27) Aurèle Joliat (9:36) | 2:3 (2:0, 0:3, 0:0) Spielbericht Stand: 0:3 | Boston Bruins Bill Carson (29:36) Dutch Gainor (33:58) Eddie Shore (34:49) | Forum de Montréal, Montréal, Québec |

### (A2) New York Rangers – (C3) Toronto Maple Leafs
| 24. März 1929 | New York Rangers Butch Keeling (7:33) | 1:0 (1:0, 0:0, 0:0) Spielbericht Stand: 1:0 | Toronto Maple Leafs | Madison Square Garden, New York City, New York |

| 26. März 1929 | Toronto Maple Leafs Andy Blair (3:05) | 1:2 n. V. (1:1, 0:0, 0:0, 0:1) Spielbericht Stand: 0:2 | New York Rangers Bun Cook (4:35) Frank Boucher (62:05) | Mutual Street Arena, Toronto, Ontario |

## Stanley-Cup-Finale

### (A1) Boston Bruins – (A2) New York Rangers
| 28. März 1929 | Boston Bruins Dit Clapper (22:00) Dutch Gainor (30:00) | 2:0 (0:0, 2:0, 0:0) Spielbericht Stand: 1:0 | New York Rangers | Boston Garden, Boston, Massachusetts |

| 29. März 1929 | New York Rangers Butch Keeling (46:48) | 1:2 (0:0, 0:1, 1:1) Spielbericht Stand: 0:2 | Boston Bruins Harry Oliver (34:01) Bill Carson (58:02) | Madison Square Garden, New York City, New York |

### Stanley-Cup-Sieger
| Stanley-Cup-Sieger Boston Bruins | Torhüter: Tiny Thompson Verteidiger: Dit Clapper, Lionel Hitchman (C), Myles Lane, George Owen, Eddie Shore Angreifer: Bill Carson, Cy Denneny, Dutch Gainor, Percy Galbraith, Red Green, Lloyd Klein, Mickey MacKay, Harry Oliver, Eddie Rodden, Cooney Weiland Cheftrainer: Cy Denneny General Manager: Art Ross |

## Beste Scorer
Abkürzungen: GP = Spiele, G = Tore, A = Assists, Pts = Punkte, PIM = Strafminuten; Fett: Bestwert
| Spieler        | Team       | GP | G | A | Pts | PIM |
| -------------- | ---------- | -- | - | - | --- | --- |
| Andy Blair     | Toronto    | 4  | 3 | 0 | 3   | 2   |
| Butch Keeling  | NY Rangers | 6  | 3 | 0 | 3   | 2   |
| Ace Bailey     | Toronto    | 4  | 1 | 2 | 3   | 4   |
| Bill Carson    | Boston     | 5  | 2 | 0 | 2   | 8   |
| Dutch Gainor   | Boston     | 5  | 2 | 0 | 2   | 4   |
| Cooney Weiland | Boston     | 5  | 2 | 0 | 2   | 2   |
| Aurèle Joliat  | Montréal   | 3  | 1 | 1 | 2   | 10  |
| Art Smith      | Toronto    | 4  | 1 | 1 | 2   | 8   |
| Eddie Shore    | Boston     | 5  | 1 | 1 | 2   | 28  |
| Harry Oliver   | Boston     | 5  | 1 | 1 | 2   | 8   |
| Paul Thompson  | NY Rangers | 6  | 0 | 2 | 2   | 4   |

## Beste Torhüter
Die kombinierte Tabelle zeigt die drei besten Torhüter in der Kategorie Gegentorschnitt sowie den jeweils Führenden in Shutouts und Siegen.
Abkürzungen: GP = Spiele, Min = Eiszeit (in Minuten), W = Siege, L = Niederlagen, T = Unentschieden, GA = Gegentore, SO = Shutouts, GAA = Gegentorschnitt; Fett: Bestwert; Sortiert nach Gegentorschnitt.
Erfasst werden nur Torhüter mit 120 absolvierten Spielminuten.
| Spieler         | Team         | GP | Min    | W | L | T | GA | SO | GAA  |
| --------------- | ------------ | -- | ------ | - | - | - | -- | -- | ---- |
| Roy Worters     | NY Americans | 2  | 149:50 | 0 | 1 | 1 | 1  | 1  | 0,40 |
| Tiny Thompson   | Boston       | 5  | 300:00 | 5 | 0 | 0 | 3  | 3  | 0,60 |
| John Ross Roach | NY Rangers   | 6  | 391:55 | 3 | 2 | 1 | 5  | 3  | 0,77 |